# 坂崎紫瀾
坂崎 紫瀾（さかざき しらん、嘉永6年11月18日（1853年12月18日） - 大正2年（1913年）2月17日）は、明治期のジャーナリスト、講談師、小説家、歴史研究者、自由民権運動家。
本名は坂崎斌（さかざき さかん）。
生涯でかかわった主な新聞は、『自由新聞』『絵入自由新聞』『浪華新聞』『今日新聞』『東西新聞』『大同新聞』『国会』『読売新聞』『東京新聞』『法律新聞』。著書に『汗血千里駒』『勝伯事跡開城始末』『鯨海酔侯』。

## 生涯
土佐藩医を父に、江戸鍛冶橋の土佐藩邸で生まれる。安政2年（1855年）の安政の大地震をきっかけに家族で高知に戻り、父は医者を開業、斌は土佐藩校致道館で学ぶがすぐに頭角をあらわし、句読師などに任ぜられる。致道館では、後に政治小説家として知られるようになる宮崎夢柳（芙蓉）、明治期日本漢詩界のリーダーとなる土居通豫（香国）を知り、生涯にわたる親交を結ぶ。
明治維新を経て明治5年（1872年）、20歳で彦根の旧藩校教官となるが短期間で辞し、ギリシャ正教の修道士ニコライ・カサートキンの塾、大教院などに一時籍をおく。明治7年（1874年）には、愛国公党創立に参画している。同年、大教院の『教会新聞』記者となり、新聞との関りができた。明治8年（1875年）、司法省十五等出仕に任ぜられ、翌年松本裁判所に赴任、しかし一年後には辞職して『松本新聞』主筆となる。同紙では国会の開設や藩閥政治の打破、男女同権論、普通選挙実施など自由民権運動に則した論陣を張った。長野県では、松沢求策らに影響を与え、自由民権運動の種を蒔いた人物との評価が定まっている。
明治11年（1878年）に高知に戻り、県庁学務課などに務める。明治13年（1880年）7月、創刊された『高知新聞』の主筆となる。9月より、維新期に活躍した志士、間崎滄浪、平井収二郎、坂本龍馬らが登場する歴史小説「南の海血しほの曙」の連載を始める。
明治14年（1881年）、板垣退助の東北行に長期間同行、12月、高知に戻って行った政談演説が問題となり、高知県での向こう1年間政談演説禁止を言い渡される。すぐに遊芸稼人の鑑札を取得し民権一座を結成、馬鹿林鈍翁を名乗り、1月に第1回興行を実施するが、2日目、内容が政談演説であることと、冒頭の一言が不敬罪にあたるとして中止、告訴されて重禁錮3ヶ月、罰金20円、監視6ヶ月の判決を受ける。上告するが翌年には刑が確定し収監された。保釈中の明治16年（1883年）、『土陽新聞』に坂本龍馬の伝記「汗血千里駒」の連載をはじめる。挿絵の人気もあって評判となり、連載中に大阪の複数の出版社で単行本化され、その後も春陽堂などから出版されて広く読まれた。
明治17年（1884年）に『自由燈』の招きで上京、以後明治36年（1903年）まで様々な新聞、雑誌にかかわり、紙上で論説、小説、漢詩を発表、一方で後藤象二郎、林有造、陸奥宗光など数々の伝記を書いた。東京では私塾を開き、福田英子などを教えている。明治27年（1894年）にはジャーナリストとして朝鮮の京城に赴き、牙山の役を視察している。
大正元年（1912年）に、『維新土佐勤王史』を上梓。それまでの維新史研究の集大成といえる大作で、明治37年（1904年）以降、履歴に残る職が確認できないのは、同書執筆に全精力を傾けたためだと思われる。文部省維新史料編纂局に籍を置いたが、大正2年（1913年）2月17日に死去した。墓所は雑司ヶ谷霊園。
なお、坂本龍馬が今日よく知られているのは、司馬遼太郎の小説『竜馬がゆく』をはじめとする創作作品の影響であるが、坂崎の『汗血千里駒』は、それらの原型になった作品であるといえる。特に「自由闊達で度量が大きい」などの現代日本人が捉えている龍馬の人間像もこの作品で描かれている。また龍馬は、姉乙女、お龍、千葉佐那など、個性的で強い女性に取り囲まれているが、これも坂崎により見出された枠組みといえる。これは坂崎終生のテーマが、女権拡張であったことと関連していると考えられる。
東洋大学名誉教授で分析哲学者の坂崎侃（さかざき かん）は長男。

## 著作
- 馬鹿林鈍翁 閲、(馬鹿林)鈍子 著、(馬鹿林)鈍々 編 編『九寸五分金華電光二十三年浪速眞梦　東洋自由曙』 第1編、高知出版會社、1882年8月。
- 坂崎鳴々道人 (斌)『汗血千里駒 第1編』雑賀柳香 (豊太郎) 補、摂陽堂、1883年7月26日。NDLJP:880800。
- 坂崎鳴々道人 (斌)『汗血千里駒 第2編』雑賀柳香 (豊太郎) 補、摂陽堂、1883年7月。NDLJP:880801。
- 坂崎鳴々道人 (斌)『汗血千里駒 第3編』雑賀柳香 (豊太郎) 補、摂陽堂、1883年10月8日。NDLJP:880802。
  - 坂崎鳴々道人 (斌)『汗血千里駒』雑賀柳香 (豊太郎) 補、春陽堂、1885年11月16日。NDLJP:880806。
- 鳴々道人『北越遺聞　他山の石』辻本九兵衛、1890年4月。NDLJP:881527。
- 坂崎斌『勝伯事蹟　開城始末』大成館、1890年5月。NDLJP:772598。
- 坂崎斌『林有造氏旧夢談』青木嵩山堂、1891年。NDLJP:781898。
- 坂崎斌『陸奥宗光』博文館、1898年8月。NDLJP:782068。
- 坂崎紫瀾『坂本龍馬』水野年方 画、博文館〈少年讀本 第19編〉、1900年2月。
- 坂崎斌『鯨海酔侯』高知堂、1902年3月。NDLJP:782138。
- 坂崎鳴々道人『坂本龍馬』雑賀柳香 補綴、片桐開成社、1909年3月。NDLJP:886479。

### 現行版
- 柳田泉 編 編『明治政治小説集 1』筑摩書房〈明治文学全集 5〉、1966年。ISBN 978-4-480-10305-5。 - 坂崎紫瀾 篇『天下無双人傑海南第一伝奇　汗血千里駒』を収録。注釈なし。
- 坂崎紫瀾『汗血千里駒』雑賀柳香 補綴、土佐史談会〈土佐史談復刻叢書 3〉、1977年7月。 - 春陽堂明治18年刊の復刻。
- 『政治小説集 1』山田俊治・林原純生 校注、岩波書店〈新日本古典文学大系 明治編 16〉、2003年11月。ISBN 978-4-00-240216-1。 - 『汗血千里の駒』を新聞連載時のまま収録。
- 坂崎紫瀾『汗血千里の駒　坂本龍馬君之伝』林原純生 校注、岩波書店〈岩波文庫 緑187-1〉、2010年11月。ISBN 978-4-00-311871-9。 - 挿絵全66点と注・人名一覧を所収。

### 現代語訳
- 坂崎紫瀾 原作『真龍馬伝　現代語訳汗血千里駒』金谷俊一郎 歴訳、芸文社、2010年3月。ISBN 978-4-86396-037-4。
- 坂崎紫瀾『坂本龍馬伝　明治のベストセラー「汗血千里の駒」』中村茂生・磯田和秀 訳、東邦出版、2010年4月。ISBN 978-4-8094-0859-5。